# Симабара (район Киото)

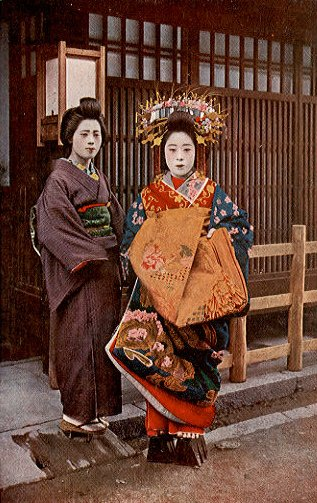
Таю Симабары

Симабара (яп. 嶋原) раньше был киотоским ханамати. Его открыли в 1640 году вместе с борделем Хара Сабураэмона и закрыли в 1958 году, когда в Японии запретили проституцию. Название, скорее всего, происходит от больших ворот (О:мон), напоминающих ворота замка Симабара в Бидзэне. В период Эдо Симабару называли «лицензированным кварталом» (го-мэн но отё), или просто «кварталом», чтобы различать высококлассных куртизанок Симабары от нелегально работающих в городах проституток. Сегодня в Симабару устраиваются туристические экскурсии; работают два чайных домика, сохранённых как историческое наследие: «Ватигайя» (輪違屋), открытый в 1688, и «Сумия» (角屋), открытый в 1641.
В период Эдо (1603—1868), в крупных городах, вроде Киото, Эдо и Осаки процветала мужская и женская проституция. Сёгунат Токугава запретил свободные занятия проституцией с целью контроля их доходов и установил границы кварталов проституток. В Киото таким кварталом стал Симабара (ок. 1640), в Осаке — Симмати (ок. 1624—1644) и в Эдо — Ёсивара (ок. 1617). Аналогичный контроль осуществлялся над театрами кабуки и бунраку.
В Симабаре работала знаменитая Ёсино таю.